# Palimpsest (planetologia)

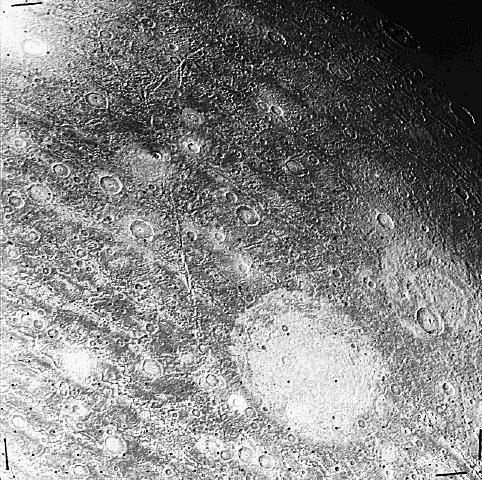
Memphis Facula na Ganimedesie, przykład palimpsestu (w prawej dolnej części zdjęcia).

Palimpsest – pozostałość dawnego krateru uderzeniowego na powierzchni lodowego księżyca w zewnętrznym Układzie Słonecznym, którego pierwotny relief został zatarty wskutek procesów geologicznych. Procesy te to przede wszystkim relaksacja zdeformowanej przy uderzeniu powierzchni, która prowadzi do izostatycznego podniesienia dna krateru wskutek napływu (pełznięcia) materii lodowej z cieplejszego wnętrza księżyca; możliwe są także procesy kriowulkaniczne, czyli wypływ stopionej materii (tzw. kriomagmy).

## Charakterystyka
Palimpsesty są kolistymi strukturami, wyraźnie jaśniejszymi od otaczającego terenu. W części przypadków zachowuje się także widoczny ślad pierwotnej krawędzi krateru lub otaczających go pierścieni. Występują one na powierzchni m.in. Ganimedesa i Kallisto, księżyców Jowisza; centralne części największych kraterów na Kallisto, wielopierścieniowych kraterów Valhalla i Asgard, stanowią jasne palimpsesty.

## Etymologia
Nazwa pochodzi od terminu używanego w piśmiennictwie dla określenia rękopisów stworzonych na wcześniej używanym materiale, z którego usunięto oryginalny tekst; z czasem możliwe staje się odczytanie części takich tekstów. Przez analogię, palimpsesty na powierzchniach lodowych księżyców pozwalają odczytać informacje o kształcie i rozmiarach zniszczonego krateru, a także uzyskać informacje o właściwościach materii wnętrza księżyca.